# آدم مينا
آدم مينا (بالإنجليزية: Adam Mena)‏ هو لاعب كرة قدم أمريكي في مركز الوسط، ولد في 9 أغسطس 1989 في هولاند في الولايات المتحدة. لعب مع تشارلستون بيتري.